# 쿠나데와르간디 특구

쿠나데와르간디 특구의 위치

쿠나데와르간디 특구(스페인어: Kuna de Wargandí)는 파나마의 원주민 특구로 면적은 755km2, 인구는 1914명(2010년 기준)이다. 2000년 다리엔 주에서 분리되어 신설되었다.